# بیا یه ماگ هم درست کنیم
بیا یه ماگ هم درست کنیم (やくならマグカップも Yaku nara Magu Kappu mo, ت.ت. "اگه میخوای کوره رو روشن کنی، پس ماگ هم درست کن") یک مجموعه مانگای ژاپنی اثر اوسامو کاشیوارا در مورد ساخت ظروف مینو در شهر تاجیمی استان گیفو است. این کتاب از فوریه ۲۰۱۲ به صورت آنلاین منتشر شده و در سی و چهار جلد دیجیتال جمع‌آوری شده است. فصل دومی نیز از این مانگا توسط کاشوارا از ژانویه ۲۰۲۱ تا اوت ۲۰۲۲ از طریق وبگاه مانگا کراس آکیتا شوتن به صورت آنلاین منتشر و در دو جلد تانکوبون جمع‌آوری شد. نیپون انیمیشن یک مجموعه تلویزیونی انیمه از این مانگا اقتباس کرد که از آوریل تا ژوئن ۲۰۲۱ پخش شد و فصل دوم هم از اکتبر تا دسامبر ۲۰۲۱ پخش شد. یک ONA اسپین-آف توسط پلنت استودیو از این اثر ساخته و در آوریل ۲۰۲۴ نمایش داده شد.